# Jan Gembicki
Jan Gembicki (Gniezno, 1602 – Włocławek, março de 1675) foi um bispo católico polonês.

## Biografia[1]
Foi o grão-secretário da Coroa, depois, foi secretário real e chanceler da Rainha da Polônia, Maria Luísa de Gonzaga-Nevers .
Participou na eleição de João II Casimiro Vasa e João III Sobieski, que chegou a assinar a pacta conventa.
Atuou como bispo de Chełmno, depois, atuou também como bispo de Płock e, finalmente, como bispo de Kuyavia .

## Genealogia episcopal e sucessão apostólica
A sua genealogia episcopal é a seguinte listada:
- Cardeal Scipione Rebiba
- Cardeal Giulio Antonio Santori
- Cardeal Girolamo Bernerio, OP
- Bispo Cláudio Rangoni
- Arcebispo Wawrzyniec Gembicki
- Arcebispo Jan Wężyk
- Bispo Piotr Gembicki
- Bispo Jan Gembicki

A sua sucessão apostólica foi:
- Bispo Bonawentura Madaliński (1672)